# Bryan de la Fuente
Bryan de la Fuente (Laredo, 1 juli 1992) is een Amerikaans betaald voetballer die uitkomt voor Ararat Jerevan in de Bardzragujn chumb.

## Clubcarrière
De la Fuente tekende op 25 augustus 2010 een professioneel contract bij Chivas USA. Op 23 oktober maakte hij tegen Chicago Fire zijn debuut. In januari 2012 werd hij van zijn contract bij Chivas ontbonden. Vervolgens vertrok hij naar het Mexicaanse Club Tijuana. Na korte periodes bij Tijuana en Orange County Pateadores keerde hij op 20 augustus 2013 terug bij Chivas USA. Na één seizoen bij Chivas, waarin hij in elf competitiewedstrijden twee doelpunten maakte, verliet hij de club weer. Vervolgens speelde hij een tijdje voor de Los Angeles Misioneros uit de USL Premier Development League. Op 1 augustus 2014 werd bekendgemaakt dat hij getekend had bij het Armeense Ararat Jerevan.